# 勧修寺玲旺
勧修寺 玲旺（かんしゅうじ れお、1998年1月17日 - ）は、日本の元俳優、ファッションモデルであり、現在はラッパー。東京都江戸川区出身。2021年2月にラッパーとしてデビューしてからはRUNE999（ルネ999）名義で活動している。
叔母は元モーニング娘。で歌手の後藤真希、叔父は後藤祐樹、兄は俳優・モデルの勧修寺保都。いとこ（叔父の娘）はアイドルの芹澤もあ。

## 略歴
- 東京都江戸川区東瑞江出身

- 2012年、第25回ジュノン・スーパーボーイ・コンテストに出場しファイナリストに選出されたことから、ファッションモデルとしてデビュー[2]。
- 2013年、舞台『グリムの森』で俳優デビュー。
- 2015年『仮面ライダーゴースト』にナリタ役で出演。
- 2017年7月2日にて、サンミュージックブレーンの契約が終了したことを発表[6]。
- 2021年、俳優からアーティストに転向。「RUNE999」名義でラッパーとして活動。
- 2024年、ファーストアルバム『江戸川』をリリース[4]。

## 人物
- 仮面ライダーシリーズに出ることが夢で、『仮面ライダークウガ』が特に好きだという[2]。
- 小学生のころから空手、野球、水泳、ダンスとスポーツに親しんでいた[7]。
- 趣味、特技はスケートボード、格闘技。
- 好きな食べ物は肉、チャーハン、いちご。嫌いな食べ物は魚。
- 兄（1歳年上の勧修寺保都）と妹（5歳年下）がいる。叔母の後藤真希を「ネネ」と呼んでおり、姉のような存在であるとインタビューで答えている。
- ジャスティン・ビーバー、ZORNを尊敬していると公言している。

## 出演

### 映画
- 青鬼 ver2.0（2015年7月4日、AMGエンタテインメント） - たけし 役
- 仮面ライダーシリーズ（東映） - ナリタ 役
  - 仮面ライダー×仮面ライダー ゴースト&ドライブ 超MOVIE大戦ジェネシス（2015年12月12日）
  - 仮面ライダー1号（2016年3月26日）
  - 劇場版 仮面ライダーゴースト 100の眼魂とゴースト運命の瞬間（2016年8月6日）
  - 仮面ライダー平成ジェネレーションズ Dr.パックマン対エグゼイド&ゴーストwithレジェンドライダー（2016年12月10日）

### テレビドラマ
- 仮面ライダーゴースト（2015年10月4日 - 2016年9月25日、テレビ朝日） - ナリタ 役
- 痛快TV スカッとジャパン 番組内ショートドラマ（2017年11月20日、フジテレビ）
- 仮面ライダージオウ 第13・14話（2018年12月2日・9日、テレビ朝日） - ナリタ 役（友情出演）[8]

### バラエティ
- 最強スポーツ男子頂上決戦（2015年）（最年少大会出場者）

### オリジナルビデオ
- ゴースト RE:BIRTH 仮面ライダースペクター（2017年4月19日） - ナリタ 役

### 舞台
- ALTAR BOYZ 2019（2019年3月20日 - 4月7日、新宿FACE）

## 書籍

### 雑誌
- JUNON（2012年11月 - 、主婦と生活社） - モデル